# ナショナルゴールデン劇場
ナショナルゴールデン劇場
1. 1950年代から1960年代まで読売テレビで放送されていたテレビドラマ。日本テレビでは『ヤシカゴールデン劇場』と題して放送。
2. 1966年から1981年までテレビ朝日ほかが編成していたテレビドラマ放送枠。本項で詳述する。

『ナショナルゴールデン劇場』（ナショナルゴールデンげきじょう）は、テレビ朝日系列局ほかが編成していたテレビ朝日（1977年3月まではNETテレビ）制作のテレビドラマ放送枠である。
制作局のテレビ朝日では1966年4月7日から1979年12月27日まで編成。その後も1980年1月10日から1981年9月24日まで『ゴールデン劇場』と題して編成され続けた。

## 概要
当初は毎週木曜22:00 - 22:56 （日本標準時、以下同）に編成されていたが、1971年10月7日に木曜21:00 - 21:56 に変更（1時間繰り上げ）。そして1972年10月には終了時刻が21:55、1975年10月には21:54に変更された。

### 『ナショナルゴールデン劇場』時代
1979年12月27日までは松下電器（後のパナソニック）・松下電工（後のパナソニック電工。現在はパナソニックに合併、後身は社内カンパニーのライフソリューションズ社）の松下グループ2社（最末期は松下電工が降板して松下電器一社）による単独提供で、TBSの『ナショナル劇場』などと同じく本枠も「ナショナル」をタイトルに冠していた。殆どの場合、枠そのもののオープニングで「明るいナショナル」（作詞・作曲：三木鶏郎）が歌われていた。
オープニングの最後には中江真司（後期には泉大助）による「丈夫で豊かな暮らしを広げる松下電器・松下電工の2社がお送りするナショナルゴールデン劇場」のアナウンスが入っていたが、アナウンス冒頭は後に「社会とともに歩む技術のナショナル」に変更された。さらに松下電器一社提供となっていた『ナショナルゴールデン劇場』末期（1978年時点）には歌の部分をカットしたインスト版になり、提供読みなしですぐCMに入るようになった。
1979年12月27日に放送の『風光る・亜紀子』最終回をもって松下グループ2社（末期は松下電器のみ）による単独提供は終了した。

### 『ゴールデン劇場』時代
1980年1月10日放送開始の『頓珍館おやじ』からは、マツダ・ロレアルもスポンサーに加わって複数社提供になったため、枠名も『ゴールデン劇場』に変更され、独自の音楽による新たなオープニングキャッチが製作された。
1981年9月24日に放送の『おやじの台所』最終回をもって本枠は終了し、『ナショナルゴールデン劇場』時代からの通算で15年半の歴史に幕を下ろした。

## 放送作品

### ナショナルゴールデン劇場
- 戦国夫婦物語「功名が辻」（ナショナルゴールデン劇場第1作、全8話。原作：司馬遼太郎、出演：団令子他）
- 逃亡（1966年6月 - 8月放送、全10話。原作：松本清張、出演：加藤剛他）
- 繭子ひとり（1966年8月 - 9月放送、原作：三浦哲郎、出演：藤純子他）
- 中村錦之助ドラマ集
- 愛しき哉
- まごころ
- 朝の波紋
- いまに陽が昇る
- おやじさん
- けむりよ煙
- 北斗の人（1967年8月 - 9月放送。原作：司馬遼太郎、出演：加藤剛他）
- 霧の旗（1967年10月放送、全4話。原作：松本清張、出演：芦田伸介他）
- 女の中の悪魔（1967年11月放送。原作：由起しげ子他）
- さくらんぼ
- 淵の底
- 流れる雲
- レモンの涙
- 十一番目の志士（1968年6月 - 8月放送。原作：司馬遼太郎、出演：加藤剛他）
- ももくり三年
- お吟さま
- フルーツポンチ3対3（1968年放送）
- 罪な女（1969年1月16、23日放送。NETテレビ初のカラースタジオカメラ使用のドラマ）[1]
- 風林火山（1969年放送。「NET開局10周年記念ドラマ」の冠が付いた）
- 恋ごころ
- 水密桃は青かった
- 夫婦の設計
- どくろ銭
- レモンスカッシュ4対4（1969年放送）
- 白い十字架
- 女房太閤記
- 花と竜（1970年3月 - 5月放送。原作：火野葦平、出演：渡哲也他）
- 二人の妻を持つ男
- 掌の中の卵
- 北条政子
- 野菜シリーズ
  - だいこんの花（1970年から放送、全5作。第4シリーズまでは在阪準キー局は毎日放送ネット、第5シリーズのみ「腸捻転解消」により朝日放送ネット）
  - にんじんの詩（1972年放送。1972年10月からは21:55終了）
  - 黄色いトマト（1973年放送）
  - じゃがいも（1973年放送。1975年放送の第2シリーズ継続中の1975年10月からは21:54終了）
  - ねぎぼうずの唄（1974年放送）
  - さやえんどう（「腸捻転解消」により朝日放送ネットになった初作品）
  - どてかぼちゃ
  - 七色とんがらし（主演：千葉真一）
  - 玉ねぎ横丁の花嫁さん
  - 竹の子すくすく
- 鬼退治
- レインボーシリーズ（主演：第1段 佐久間良子、第2段 浅丘ルリ子、第3段 浜美枝、第4段 栗原小巻、第5段 三田佳子、第6段 藤純子、第7段 若尾文子）
- 夜の学校
- ちん・とん・しゃん（木曜22:00最後の放送）
- 人生劇場（木曜21:00最初の作品）
- 森光子シリーズ（「かあちゃん」の第1話はNETとしての最終作品で、第2話からはテレビ朝日としての初作品）
  - おかしくてやがて悲しき
  - かあちゃん
  - かあさんの嘘
  - 白無垢
- 渡された場面（1978年4月 - 5月放送、全4話。原作：松本清張、出演：杉浦直樹他）
- 敵か?味方か?3対3（1978年5月 - 7月放送。出演：森光子他）
- 誰かさんと誰かさん（1978年7月13日 - 9月28日）
- 素敵なあいつ
- カンガルーの反乱
- 流氷の詩
- 天山先生本日も多忙（1979年4月 - 9月放送、全26話。出演：森繁久彌他）
- 風光る・亜紀子（ナショナルゴールデン劇場としての最終作）

### ゴールデン劇場
- 頓珍館おやじ
- 若き日の北条早雲
- ある日突然?!スパゲティ・ママの青春白書
- 虹子の冒険
- 森繁久彌のおやじは熟年
- おやじの台所（ゴールデン劇場シリーズ最終作）

## ネット局
系列はいずれも放送当時の系列。
| 放送対象地域           | 放送局           | 系列                                         | ネット形態                               | 備考 |
| ---------------------- | ---------------- | -------------------------------------------- | ---------------------------------------- | --- |
| 関東広域圏             | テレビ朝日       | テレビ朝日系列                               | 制作局                                   | 1977年3月まではNETテレビ |
| 北海道                 | 北海道放送       | TBS系列                                      | 遅れネット                               | 1970年12月まで放送 |
| 北海道                 | 北海道テレビ     | テレビ朝日系列                               | 同時ネット                               | 1971年1月から放送 |
| 青森県                 | 青森テレビ       | NETテレビ系列 TBS系列                        | 同時ネット                               | 1969年12月の開局時から1975年3月まで放送                                                                                          |
| 青森県                 | 青森放送         | 日本テレビ系列 テレビ朝日系列                | 同時ネット                               | 1975年4月から放送 |
| 岩手県                 | テレビ岩手       | 日本テレビ系列 テレビ朝日系列                | 同時ネット                               | 1969年12月の開局時から1979年9月まで放送                                                                                          |
| 岩手県                 | 岩手放送         | TBS系列                                      | 遅れネット                               | 現・IBC岩手放送、1979年10月から放送                                                                                              |
| 宮城県                 | 東北放送         | TBS系列                                      | 遅れネット                               | 1975年9月まで放送 |
| 宮城県                 | 東日本放送       | テレビ朝日系列                               | 同時ネット                               | 1975年10月から放送 |
| 秋田県                 | 秋田放送         | 日本テレビ系列                               | 遅れネット                               | |
| 山形県                 | 山形テレビ       | フジテレビ系列                               | 遅れネット                               | 1975年4月から1980年3月まではテレビ朝日系列とのクロスネット局                                                                     |
| 福島県                 | 福島中央テレビ   | 日本テレビ系列 テレビ朝日系列                | 遅れネット                               | 1970年4月の開局時から放送 1971年9月まではフジテレビ系列・NETテレビ系列のクロスネット局 同時ネット局より1時間遅れのネットであった |
| 山梨県                 | 山梨放送         | 日本テレビ系列                               | 遅れネット                               | [ 3 ] |
| 新潟県                 | 新潟総合テレビ   | フジテレビ系列 テレビ朝日系列                | 遅れネット                               | 現・NST新潟総合テレビ 1968年12月の開局時から放送。同日22時からの遅れネット 1981年3月までは日本テレビ系列とのクロスネット局       |
| 長野県                 | 信越放送         | TBS系列                                      | 遅れネット                               | 1971年まで放送 |
| 長野県                 | 長野放送         | フジテレビ系列                               | 遅れネット                               | 1971年から放送 |
| 静岡県                 | 静岡放送         | TBS系列                                      | 遅れネット                               | 1978年6月まで |
| 静岡県                 | 静岡県民放送     | テレビ朝日系列                               | 同時ネット                               | 現・静岡朝日テレビ 1978年7月から                                                                                                 |
| 富山県                 | 北日本放送       | 日本テレビ系列                               | 遅れネット                               | |
| 石川県                 | 北陸放送         | TBS系列                                      | 遅れネット                               | |
| 福井県                 | 福井放送         | 日本テレビ系列                               | 遅れネット                               | |
| 中京広域圏             | 名古屋テレビ     | テレビ朝日系列                               | 同時ネット                               | 1973年3月までは日本テレビ系列とのクロスネット局 1966年4月上旬および1971年10月から1973年3月までは同日異時ネット                   |
| 近畿広域圏             | 毎日放送         | NETテレビ系列                                | 同時ネット                               | 開始当初から1975年3月まで放送 |
| 近畿広域圏             | 朝日放送         | テレビ朝日系列                               | 同時ネット                               | 現・朝日放送テレビ 1975年4月から放送、「腸捻転」解消による放映権移行 「腸捻転」時代に毎日放送にネットされた作品の再放送も実施    |
| 島根県 →島根県・鳥取県 | 山陰放送         | TBS系列                                      | 遅れネット                               | 当初の放送対象地域は島根県のみ 1972年9月の電波相互乗り入れで鳥取県でも放送                                                       |
| 岡山県                 | 岡山放送         | フジテレビ系列 テレビ朝日系列                | 同時ネット （編成により1時間遅れネット） | 1969年から放送 1979年3月の岡山・香川の電波相互乗り入れまで                                                                       |
| 広島県                 | 中国放送         | TBS系列                                      | 遅れネット                               | 1969年から1971年3月（作品では『鬼退治』）まで放送                                                                                |
| 広島県                 | 広島ホームテレビ | テレビ朝日系列                               | 同時ネット                               | 1971年4月の改編時から放送 21:00枠で日本テレビ系番組を編成した期間は1時間遅れで放送                                               |
| 山口県                 | テレビ山口       | TBS系列 フジテレビ系列                       | 同時ネット                               | 1970年4月の開局時から1979年3月まで放送 1978年9月まではテレビ朝日系列とのクロスネット局                                           |
| 山口県                 | 山口放送         | 日本テレビ系列 テレビ朝日系列                | 遅れネット                               | 1979年4月から1週遅れで放送 |
| 徳島県                 | 四国放送         | 日本テレビ系列                               | 遅れネット                               | |
| 香川県                 | 西日本放送       | 日本テレビ系列                               | 遅れネット                               | 1969年3月まで放送 |
| 香川県→ 香川県・岡山県 | 瀬戸内海放送     | テレビ朝日系列                               | 同時ネット                               | 1969年4月の開局時から放送 1979年3月までの放送エリアは香川県のみ、同年4月から岡山県でも放送                                       |
| 愛媛県                 | 南海放送         | 日本テレビ系列                               | 遅れネット                               | |
| 高知県                 | 高知放送         | 日本テレビ系列                               | 遅れネット                               | |
| 福岡県                 | 九州朝日放送     | テレビ朝日系列                               | 同時ネット                               | |
| 長崎県                 | 長崎放送         | TBS系列                                      | 遅れネット                               | |
| 熊本県                 | テレビ熊本       | フジテレビ系列 日本テレビ系列 テレビ朝日系列 | 同時ネット                               | 1969年4月の開局時から放送 |
| 大分県                 | テレビ大分       | フジテレビ系列 日本テレビ系列 テレビ朝日系列 | 同時ネット                               | 1970年4月の開局時から放送 |
| 宮崎県                 | テレビ宮崎       | フジテレビ系列 日本テレビ系列 テレビ朝日系列 | 同時ネット                               | 1970年4月の開局時から放送 |
| 鹿児島県               | 鹿児島テレビ     | フジテレビ系列 日本テレビ系列 テレビ朝日系列 | 同時ネット                               | 1969年4月の開局時から放送 |
| 沖縄県                 | 沖縄テレビ       | フジテレビ系列                               | 遅れネット                               | |

### ネット局に関する備考
- 本土復帰前の沖縄では、沖縄テレビに『ナショナルゴールデン劇場』名義の松下電器一社提供枠が存在したが、この枠は一時期、NHK『大河ドラマ』の放送枠に充てられていた。その後の沖縄放送協会（現・NHK沖縄放送局）の設立に伴い、沖縄における『大河ドラマ』の放映権は同局へ移行した。
- 本枠のネット開始当初は当時放送されていた『ナショナル劇場』とは異なり、未ネットの地域もあった。1969年から1970年にかけてのアナログUHF局の開局により、他系列とのクロスネット局での放送が増加していった。